# Kleinothraupis atropileus
El hemispingo capirotado (Kleinothraupis atropileus), también denominado hemispingus cabecinegro (en Colombia), hemispingo coroninegro (en Ecuador), hemispingo de gorro negro (en Perú) o buscador gorro negro (en Venezuela),  es una especie de ave paseriforme de la familia Thraupidae perteneciente al género Kleinothraupis, antes situada en Hemispingus. Es nativa de la región andina del noroeste de América del Sur.

## Distribución y hábitat
Se distribuye a lo largo de los Andes desde el extremo occidental de Venezuela (Táchira), por los Andes orientales de Colombia (desde Norte de Santander hasta Cundinamarca) y por los Andes centrales y occidentales (desde Antioquia) hacia el sur, por el este de Ecuador, hasta el norte de Perú.
Esta especie es considerada bastante común en sus hábitats naturales: el sotobosque y los bordes de bosques montanos húmedos de altitud, principalmente entre los 2300 y los 3200 m.

## Sistemática

### Descripción original
La especie K. atropileus fue descrita por primera vez por el ornitólogo francés Frédéric de Lafresnaye en 1842 bajo el nombre científico Arremon atro-pileus; la localidad tipo es: «Bolivia, error = Bogotá, Colombia».

### Etimología
El nombre genérico masculino «Kleinothraupis» conmemora a la ornitóloga Nedra K. Klein (1951–2001), seguido de la palabra griega «θραυπίς thraupis»: pequeño pájaro desconocido mencionado por Aristóteles, tal vez algún tipo de pinzón. En ornitología thraupis significa tangara; y el nombre de la especie «atropileus», se compone de las palabras latinas «ater»: negro  y «pileus»: píleo, corona de la cabeza, en referencia a la corona negra de la especie.

### Taxonomía
Las presente especie, junto a Kleinothraupis calophrys, K. parodii y K. reyi estaban incluidas en un amplio género Hemispingus, hasta que en los años 2010, publicaciones de filogenias completas de grandes conjuntos de especies de la familia Thraupidae basadas en muestreos genéticos, permitieron comprobar que formaban un clado fuertemente soportado por los resultados encontrados, separado del género que integraban, por lo que se procedió a caracterizarlo y describirlo formalmente como un nuevo género Kleinothraupis. El nuevo género y la inclusión de las cuatro especies fue aprobado en la Propuesta N° 730.09 al Comité de Clasificación de Sudamérica (SACC).
La especie K. auricularis, tratada históricamente como una subespecie de la presente, es reconocida como especie separada por diversos autores y clasificaciones, no así por Clements Checklist/eBird que continúa a tratarla como la subespecie K. atropileus auricularis.